# Lliga egípcia de futbol
La Lliga egípcia de futbol (àrab: الدوري المصري الممتاز) és la màxima competició futbolística d'Egipte.

## Història

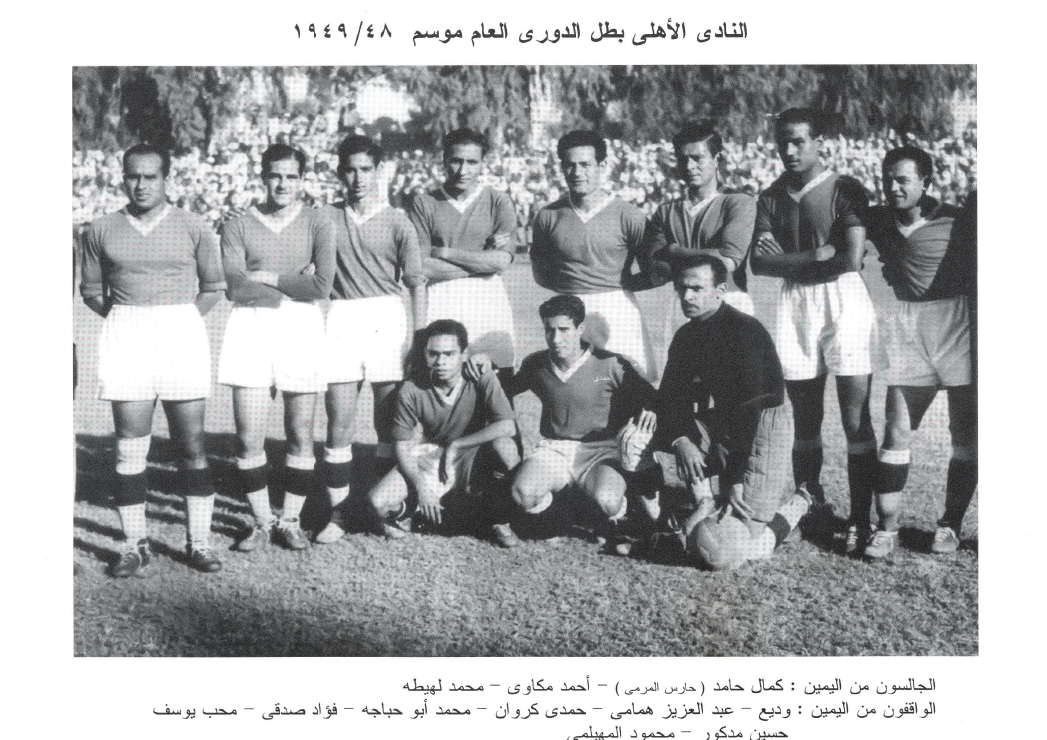
Al Ahly l'any 1948.

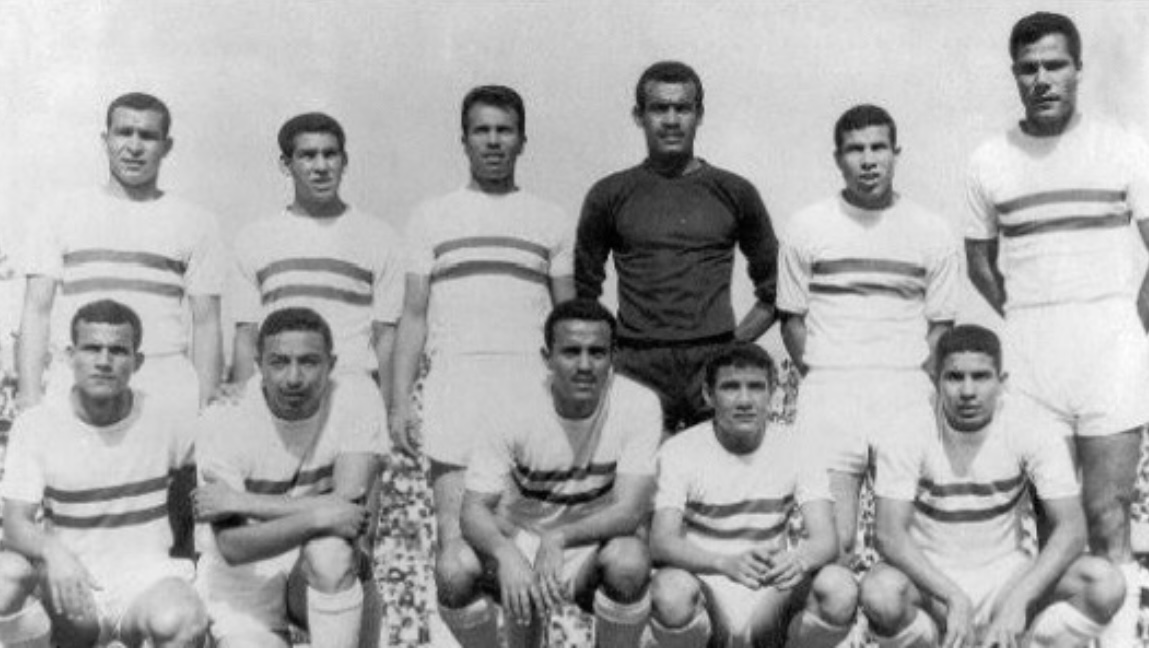
Zamalek el 1963–64.

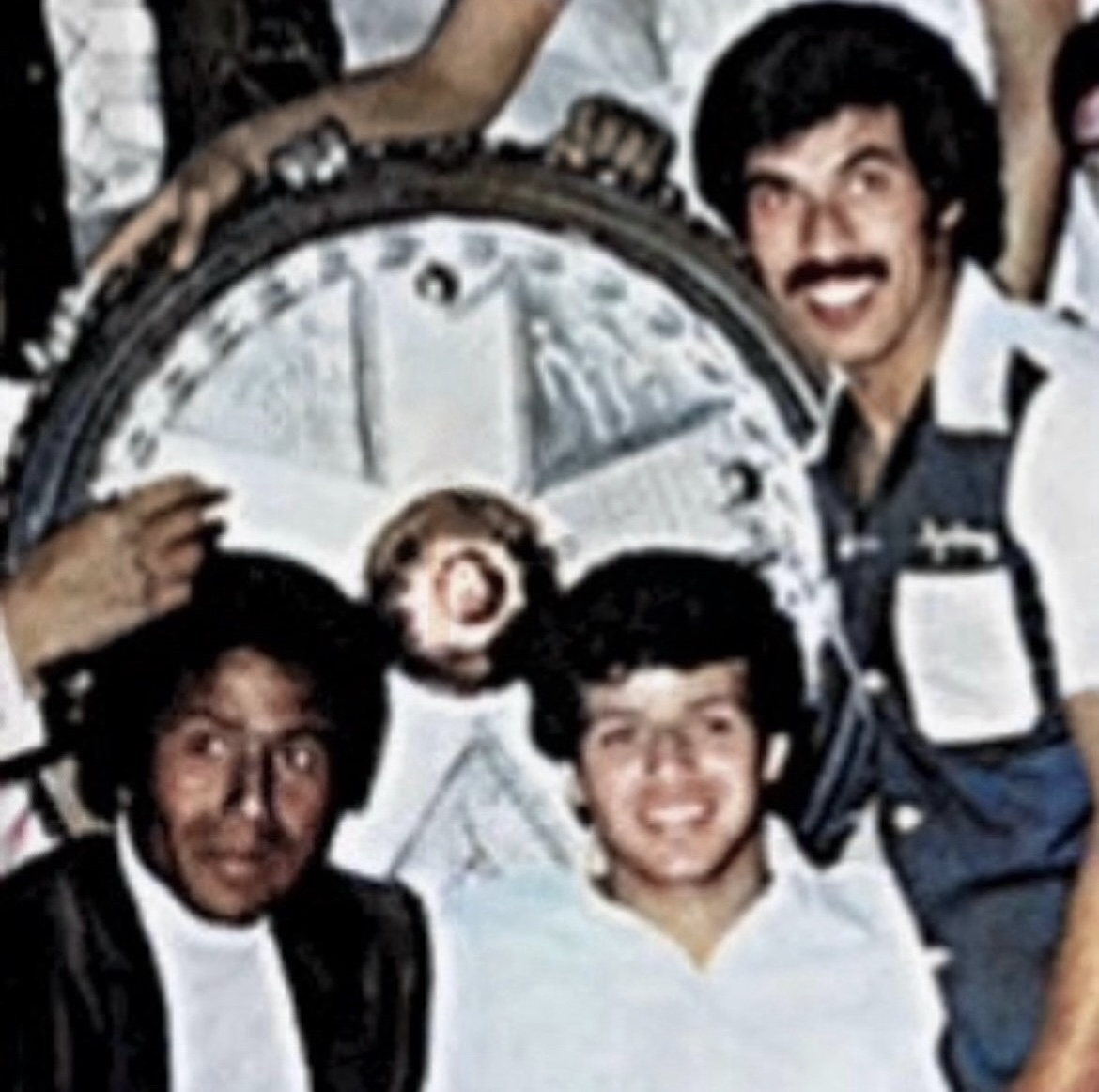
Els jugadors de Zamalek; Taha Basry, Hassan Shehata i Mohamed Salah amb el trofeu de la lliga el 1978.

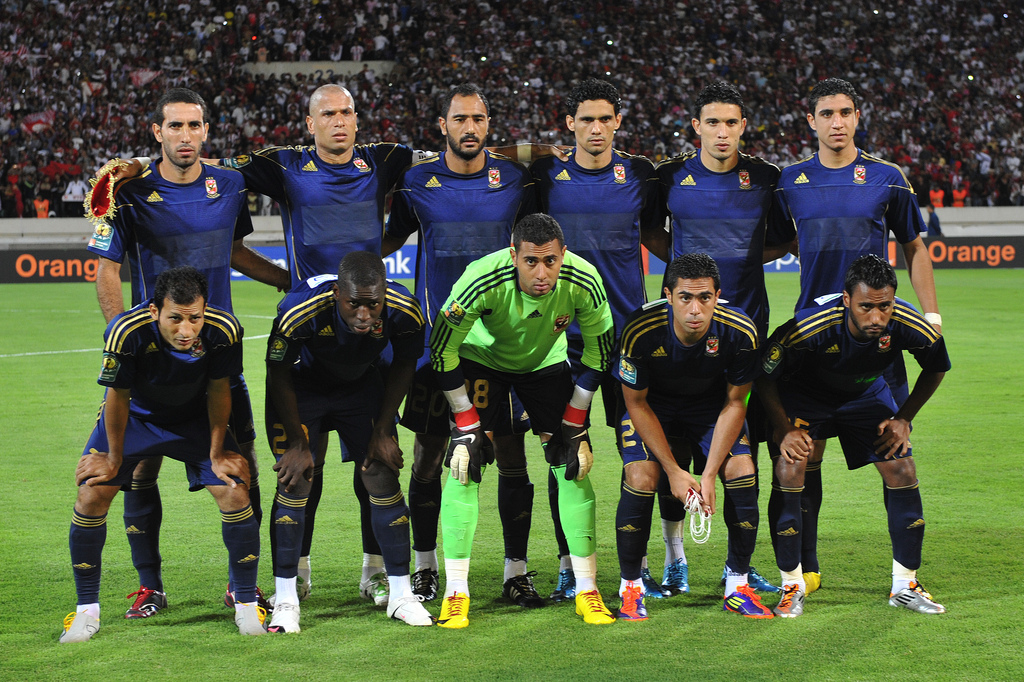
Al Ahly l'any 2011.

La lliga està formada per 18 equips i funciona amb un sistema d'ascensos i descensos amb la Segona Divisió A egípcia. Les temporades s'executen majoritàriament d'agost a maig. La Premier League egípcia es va fundar el 1948, unificant les lligues locals que havien existit anteriorment.
Al-Ahly, qui fou nomenat millor club del segle per la CAF, és el club que més cops ha guanyat el campionat egipci. La Premier League egípcia va tenir l'assistència mitjana als estadis més alta a l'Àfrica i l'Orient Mitjà fins que l'allau de l'estadi de Port Saïd es va produir l'1 de febrer de 2012 després d'un partit de lliga entre Al Masry i Al Ahly, on van morir 74 persones i més de 500 van resultar ferides. Des d'aquesta data, tots els partits de futbol nacional es van jugar a porta tancada fins al 2017, quan les autoritats de seguretat locals van començar a permetre que els aficionats assistissin a partits seleccionats amb un nombre augmentant progressivament a partir de només 100 assistents, i el 2021 la lliga va començar a acollir milers de seguidors.

### Primers anys (1948–1960)
El futbol es va introduir a Egipte durant l'ocupació britànica del país. El primer club de futbol d'Egipte va ser El Sekka El Hadid SC, que es va fundar el 1903. La Copa Sultan Hussein es va crear el 1917, i va ser dominada per clubs anglesos en els seus primers anys, fins que Zamalek la va guanyar per primera vegada el 1921, i els clubs egipcis van esdevenir dominadors. La Copa d'Egipte, a la qual no va competir cap equip britànic, va començar el 1922 i la primera edició la va guanyar Zamalek.
La primera gran lliga de futbol a Egipte també es va començar a jugar el 1922; formada per clubs del Caire, es deia la Lliga del Caire. Altres lligues, com la d'Alexandria, o del Canal de Suez, van començar poc després.
El 1938, l'Associació Egípcia de Futbol (EFA) va prendre el control de la Competició de la Zona del Caire, juntament amb les altres lligues. La Competició de la Zona del Caire va ser rebatejada com a Lliga del Caire, però es va mantenir gairebé sense canvis fins a mitjans de la dècada de 1940. L'EFA va considerar que era necessària una lliga nacional, més que moltes lligues locals. El president de l'EFA va transmetre la idea al rei Faruk I, que era un àvid aficionat al futbol. La lliga egípcia va ser fundada per decret reial i va començar a jugar-se el 1948.
El primer partit, jugat el 22 d'octubre, va ser entre el Zamalek i l'Al Masry SC, i va acabar amb una victòria per 5-1 del Zamalek. El partit va comptar amb el primer gol a la lliga egípcia, marcat per Mohamed Amin de Zamalek, i el primer hat-trick de la nova lliga, per Saad Rustom de Zamalek. Durant aquest temps, els resultats en partits entre clubs del Caire també es van comptar com a resultats de la Lliga del Caire. La Lliga del Caire va deixar de jugar a la temporada 1952-53 i es va tornar a jugar una vegada a la temporada 1957-58 i es va cancel·lar després d'aquesta temporada
Pocs jugadors van assolir protagonisme en el futbol egipci als anys 50, com ara: El-Sayed El-Dhizui, Essam Baheeg, Saleh Selim, Hanafy Bastan, Ahmed Mekkawi, Sharif El-Far, Rifaat El-Fanagily, Alaa El-Hamouly, Ad-Diba i Mahmoud El-Gohary. Al Ahly va guanyar les tres primeres competicions, encara que en 1949–50 va requerir un playoff contra Tersana SC. La lliga no es va disputar durant el que hauria estat la temporada 1951–52, ja que la selecció d'Egipte competia als Jocs Olímpics d'estiu de 1952. La temporada tampoc va tenir lloc a causa de la revolució egípcia de 1952, en què el rei Faruk va ser enderrocat. Faruk havia permès que el seu club preferit fes servir el seu nom, que ràpidament es va rebatejar com a Zamalek després de la revolució.
Gamal Abdel Nasser, que va liderar el cop i va prendre el poder després de Faruk, era partidari d'Al Ahly i va ser nomenat president honorari del club poc després d'arribar al poder. Això va augmentar la intensitat del ja ferotge derbi del Caire entre Al-Ahly i Zamalek. Al Ahly va guanyar la competició cada temporada fins a la temporada 1959–60, amb la majoria en una estreta diferència amb Zamalek. La temporada 1954–55 fins i tot es va aturar quan Al Ahly va entrar en conflicte amb l'Associació Egípcia de Futbol i es va retirar. No es va atorgar cap títol.

### Temps turbulents (1960-1974)
A la temporada 1959–60, Zamalek finalment va guanyar el seu primer títol després de ser constantment subcampió, Tersana va ser subcampió i Al Ahly va acabar tercer. Zamalek va guanyar tres títols aquesta dècada amb l'ajuda d'una nova generació liderada per Hamada Emam, Nabil Nosair, Raafat Attia, Abdou Noshi, Samir Qotb, Yakan Hussein, Ahmed Rifaat, Mahmoud Abou-Regaila, entre d'altres. La temporada 1965–66, Al Ahly va acabar el 6è de 12, més a prop del descens que del campionat. La dècada va tenir cinc campions diferents, entre ells Ismaily, El-Olympi i Tersana.
La lliga va deixar de jugar-se el 1967 a causa de la Guerra dels Sis Dies i no es va reprendre fins a la temporada 1971-72, però fou ràpidament suspesa a causa de la violència que es produí en un partit entre Al-Ahly i Zamalek. Un penal controvertit per a Zamalek que va ser anotat per Farouk Gaafar, va provocar una invasió de camp per part dels aficionats de l'Al Ahly després que el porter de l'Al Ahly Marwan Kanafany demanés als aficionats que protestessin, i la disputa va ser tan intensa que la lliga no es va permetre continuar i no es va declarar cap guanyador, tot i que Zamalek va acabar 1r a la taula. Ghazl El Mahalla va guanyar la lliga a la temporada 1972–73 per l'única vegada en la seva història, però la lliga es va suspendre de nou per a la temporada 1973–74 a causa de la guerra del Yom Kippur, i es va substituir per la Copa de la Lliga d'Octubre, que es va jugar una vegada i va guanyar Zamalek.

### Període de postguerra (1974-2002)
A la dècada de 1970, va sorgir una nova generació de jugadors amb talent en el futbol egipci com ara Hassan Shehata, Mahmoud El Khatib, Taha Basry, Farouk Gaafar, Moustafa Abdou, Ali Khalil, Ali Abo Gresha, Mussad Nur i d'altres. Tot i que aquesta generació no va aconseguir resultats positius amb la selecció del seu país, la sí lliga va ser un torneig fort i ple de talents. Durant aquests anys Al Ahly guanyà quasi tots els campionats amb un títol de Zamalek. Aquest patró continuaria fins al 1990. Això només va ser interromput per Al Mokawloon que va guanyar l'edició 1982–83.
A la dècada de 1980, jugadors estrangers seleccionats van ser escollits per jugar a la lliga, com Emmanuel Quarshie de Zamalek i Joseph-Antoine Bell d'Al Mokawloon, fins que es van canviar les regles amb noves limitacions per als jugadors estrangers el 1985. La lliga no es va jugar el 1990 a causa de la classificació d'Egipte per al Mundial de 1990. Després d'aquest any, Ismaily va guanyar la temporada 1990–91, seguit de Zamalek, qui va guanyar dues vegades consecutives les temporades 1991-92 i 1992-93, i després Al Ahly va guanyar totes les temporades fins al tombant de segle. Zamalek i Ismaily van tornar a pujar breument al poder entre el 2000 i el 2004, amb Zamalek guanyant les temporades 2000-01, 2002-03 i 2003-04 i la victòria d'Ismaily 2001-02 és l'última vegada que un equip diferent de Zamalek i Al Ahly ha guanyat el títol fins al 2024.

### Normalitat i desastre (2002–2013)
Entre el 2004 i el 2011, l'Al Ahly va guanyar totes les edicions de la lliga egípcia. També va continuar dominant la Lliga de Campions de la CAF. La lliga va ser una de les més fortes i amb més assistència d'Àfrica. L'any 2011 va començar la revolució, part de la Primavera Àrab, que va acabar amb l'enderrocament d'Hosni Mubarak.
L'1 de febrer de 2012 va començar un motí a l'Estadi de Port Saïd en un partit entre Al Masry i Al Ahly. Els seguidors d'Al Masry havien portat armes i van assaltar el camp després que el seu equip guanyés el partit. Aleshores, aquests aficionats van carregar contra els aficionats d'Al Ahly, que no van poder fugir perquè les portes darrere d'ells estaven tancades. 74 persones, la majoria fans d'Al Ahly, van morir per punyalades, commocions cerebrals i asfixia. Més de 500 persones van resultar ferides.
La violència i el judici resultant van destrossar Egipte durant setmanes. La temporada es va cancel·lar,[18] amb Haras El Hodoud al capdavant de la taula i possiblement cap a una victòria sorpresa. Es va prohibir l'entrada de seguidors al camps durant els anys següents.

### A porta tancada (2013-2021) i retorn dels aficionats (des de 2021)
La temporada 2012-13 es va cancel·lar com a conseqüència del cop d'estat egipci de 2013. Els anys posteriors Al Ahly guanyà la majoria de temporades. Zamalek també guanyà dos títols de lliga. Un intent de retorn dels aficionats es va cancel·lar quan un motí en un partit entre Zamalek i ENPPI va provocar 19 morts. Un nou retard per al retorn dels aficionats als estadis succeí quan va començar la pandèmia de la COVID-19.
El 2018, Al Assiouty Sport va ser comprat pel multimilionari saudita Turki Al-Sheikh i rebatejat com a Pyramids FC. Des d'aleshores, aquest club s'ha convertit en un fort competidor a la lliga, substituint Ismaily com el tercer equip més fort de la competició.
Després de la pandèmia començà un retorn gradual dels seguidors als estadis. A l'inici de la temporada 2021-22, es permetien 2.000 aficionats en cada partit (1.000 per equip). El maig del 2022 la xifra augmentà fins a 5.000 (2.500 per equip).

### Patrocinadors
Des de l'any 2005 la lliga egípcia ha estat patrocinada, rebent les següents denominacions:
- 2005–2007: Vodafone Egyptian Premier League
- 2007–2011: Etisalat Egyptian Premier League
- 2011–2014: Vodafone Egyptian Premier League
- 2014–present: Egyptian Premier League (patrocinat per Presentation Sports)

## Estadis
| Estadi                   | Ciutat     | Capacitat |
| ------------------------ | ---------- | --------- |
| Borg El Arab             | Alexandria | 80.000    |
| Cairo Stadium            | Caire      | 74.100    |
| Osman Ahmed Osman        | Caire      | 35.000    |
| Military Academy Stadium | Caire      | 28.500    |
| Port Said Stadium        | Port Said  | 24.060    |
| Haras el Hodood          | Alexandria | 22.500    |
| El Mahalla               | Mahalla    | 29.000    |
| Alexandria Stadium       | Alexandria | 19.676    |
| Ismailia Stadium         | Ismaïlia   | 16.500    |
| Tersana Stadium          | Caire      | 15.000    |
| PetroSport               | Caire      | 25.000    |

## Historial
Font:
- 1948-49:  Al-Ahly (1)
- 1949-50:  Al-Ahly (2)
- 1950-51:  Al-Ahly (3)
- 1951-52: No es disputà[a]
- 1952-53:  Al-Ahly (4)
- 1953-54:  Al-Ahly (5)
- 1954-55: No finalitzà[b]
- 1955-56:  Al-Ahly (6)
- 1956-57:  Al-Ahly (7)
- 1957-58:  Al-Ahly (8)
- 1958-59:  Al-Ahly (9)
- 1959-60:  Al-Zamalek (1)
- 1960-61:  Al-Ahly (10)
- 1961-62:  Al-Ahly (11)
- 1962-63:  Tersana (1)
- 1963-64:  Al-Zamalek (2)
- 1964-65:  Al-Zamalek (3)
- 1965-66:  Al-Olympi (1)
- 1966-67:  Al-Ismaili (1)
- 1967-71: No es disputà[c]
- 1971-72: No finalitzà[d]
- 1972-73:  Ghazl Al-Mehalla (1)
- 1973-74: No finalitzà[e]
- 1974-75:  Al-Ahly (12)
- 1975-76:  Al-Ahly (13)
- 1976-77:  Al-Ahly (14)
- 1977-78:  Al-Zamalek (4)
- 1978-79:  Al-Ahly (15)
- 1979-80:  Al-Ahly (16)
- 1980-81:  Al-Ahly (17)
- 1981-82:  Al-Ahly (18)
- 1982-83:  Al-Mokawloon (1)
- 1983-84:  Al-Zamalek (5)
- 1984-85:  Al-Ahly (19)
- 1985-86:  Al-Ahly (20)
- 1986-87:  Al-Ahly (21)
- 1987-88:  Al-Zamalek (6)
- 1988-89:  Al-Ahly (22)
- 1989-90: No finalitzà[f]
- 1990-91:  Al-Ismaili (2)
- 1991-92:  Al-Zamalek (7)
- 1992-93:  Al-Zamalek (8)
- 1993-94:  Al-Ahly (23)
- 1994-95:  Al-Ahly (24)
- 1995-96:  Al-Ahly (25)
- 1996-97:  Al-Ahly (26)
- 1997-98:  Al-Ahly (27)
- 1998-99:  Al-Ahly (28)
- 1999-00:  Al-Ahly (29)
- 2000-01:  Al-Zamalek (9)
- 2001-02:  Al-Ismaili (3)
- 2002-03:  Al-Zamalek (10)
- 2003-04:  Al-Zamalek (11)
- 2004-05:  Al-Ahly (30)
- 2005-06:  Al-Ahly (31)
- 2006-07:  Al-Ahly (32)
- 2007-08:  Al-Ahly (33)
- 2008-09:  Al-Ahly (34)
- 2009-10:  Al-Ahly (35)
- 2010-11:  Al-Ahly (36)
- 2011-12: No finalitzà[g]
- 2012-13: No finalitzà[h]
- 2013-14:  Al-Ahly (37)
- 2014-15:  Al-Zamalek (12)
- 2015-16:  Al-Ahly (38)
- 2016-17:  Al-Ahly (39)
- 2017-18:  Al-Ahly (40)
- 2018-19:  Al-Ahly (41)
- 2019-20:  Al-Ahly (42)
- 2020-21:  Al-Zamalek (13)
- 2021-22:  Al-Zamalek (14)
- 2022-23:  Al-Ahly (43)
- 2023-24:  Al-Ahly (44)

1. ↑  No es disputà per la participació als Jocs Olímpics de 1952.
2. ↑  No finalitzà per un conflicte entre Al-Ahly i la Federació.
3. ↑  No es disputà a causa de la guerra dels sis dies.
4. ↑  No finalitzà a causa de la violència que es produí en un partit entre Al-Ahly i Zamalek.
5. ↑  No finalitzà per la guerra del Yom Kippur amb Israel.
6. ↑  No finalitzà per la preparació de la Copa del Món de 1990.
7. ↑  No finalitzà per la revolta de l'estadi de Port Saïd.
8. ↑  No finalitzà per la revolució del 30 de juny.